# Albaniens republikanska parti
Albaniens republikanska parti (albanska Partia Republikane e Shqipërisë) är ett konservativt politiskt parti i Albanien. Partiet är medlem i Alliansen för nationernas Europa (AEN).
I parlamentsvalet 2005 fick partiet 11 mandat i parlamentet av totalt 140 mandat.